# Волосоустка кучерява
{{#ifeq:0|0|{{#if:Trichostomum crispulum|{{#if:|[[]}}|[[]]}}}}
Волосоустка кучерява (Trichostomum crispulum) — вид мохів порядку потіальних (Pottiales).

## Поширення
Батьківщиною є Європа, Африка, Північна Америка, Південна Америка, Азія, Австралія.
Населяє магматичні та основні породи, ґрунт, мул, тундру, скелі.

## Характеристика
Стебло округло-п'ятикутне в розрізі. Листки від яйцюватих до яйцювато-ланцетних або довго-ланцетних, дистальні краї прямовисні, цілокраї, без обрамлення; верхівка притуплена або округло-гостра, рідше загострена. Вид дводомний.